# 风帆战列舰

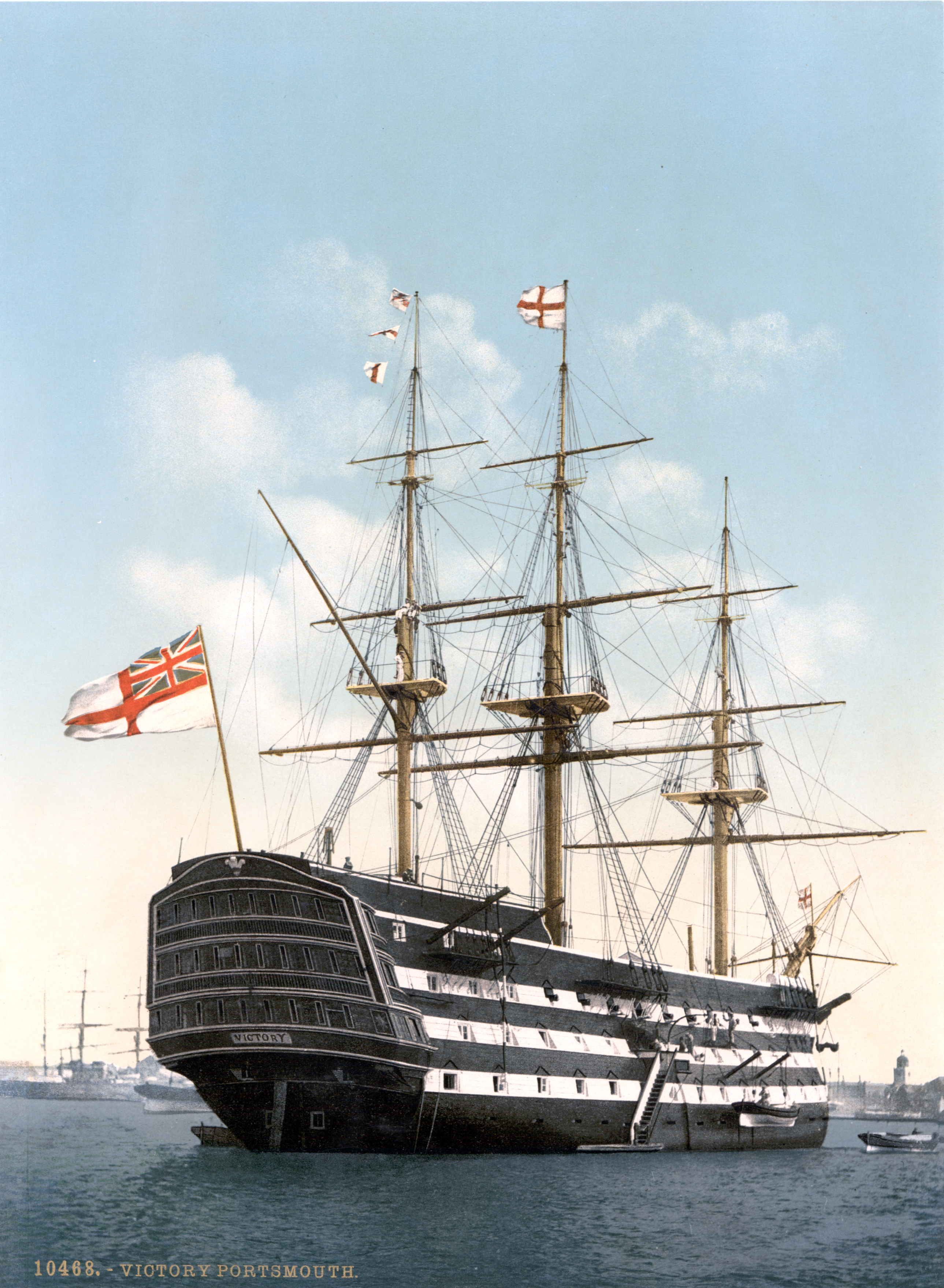
英国皇家海军胜利号（HMS Victory），1900年摄

戰列艦（英語：ship of the line），又稱风帆战列舰，是见于17世纪至19世纪中期的一种海軍軍艦，是风帆时代海军的主力舰。其主要武器，即射程和精度都有限的火炮，主要安装于低层甲板，与龙骨成直角，通过舷侧炮眼向外开火。风向对它的战斗性能有很大的影响，在战斗中，军舰之间的通信也由于噪音和烟雾的影响而相当困难。这些条件和战争实践在17世纪中叶产生的结论是在战斗中，军舰必须始终排成纵列，在通过敌舰附近时侧舷齐射。强大到足以列于这条战列线中的军舰就称为战列舰，风帆战列舰有两层或三层火炮甲板，装有50门以上门甚至上百门各种口径的火炮。最常见的是装有74门火炮的船型。典型的74门炮风帆战列舰排水量达1630吨，长52米，宽14米，吃水7米，有700名船员。19世纪上半叶，蒸汽机和螺旋桨也被应用于风帆战列舰，1850年下水的法国海军拿破仑号（Le Napoléon）是世界上第一艘使用蒸汽动力的战列舰，同时也保留了风帆。法國與不列顛在1850年後陸續建造了蒸汽動力的戰列艦。有些甚至沒有帆桅。1860年代开始，這些战列舰被铁甲舰所代替。

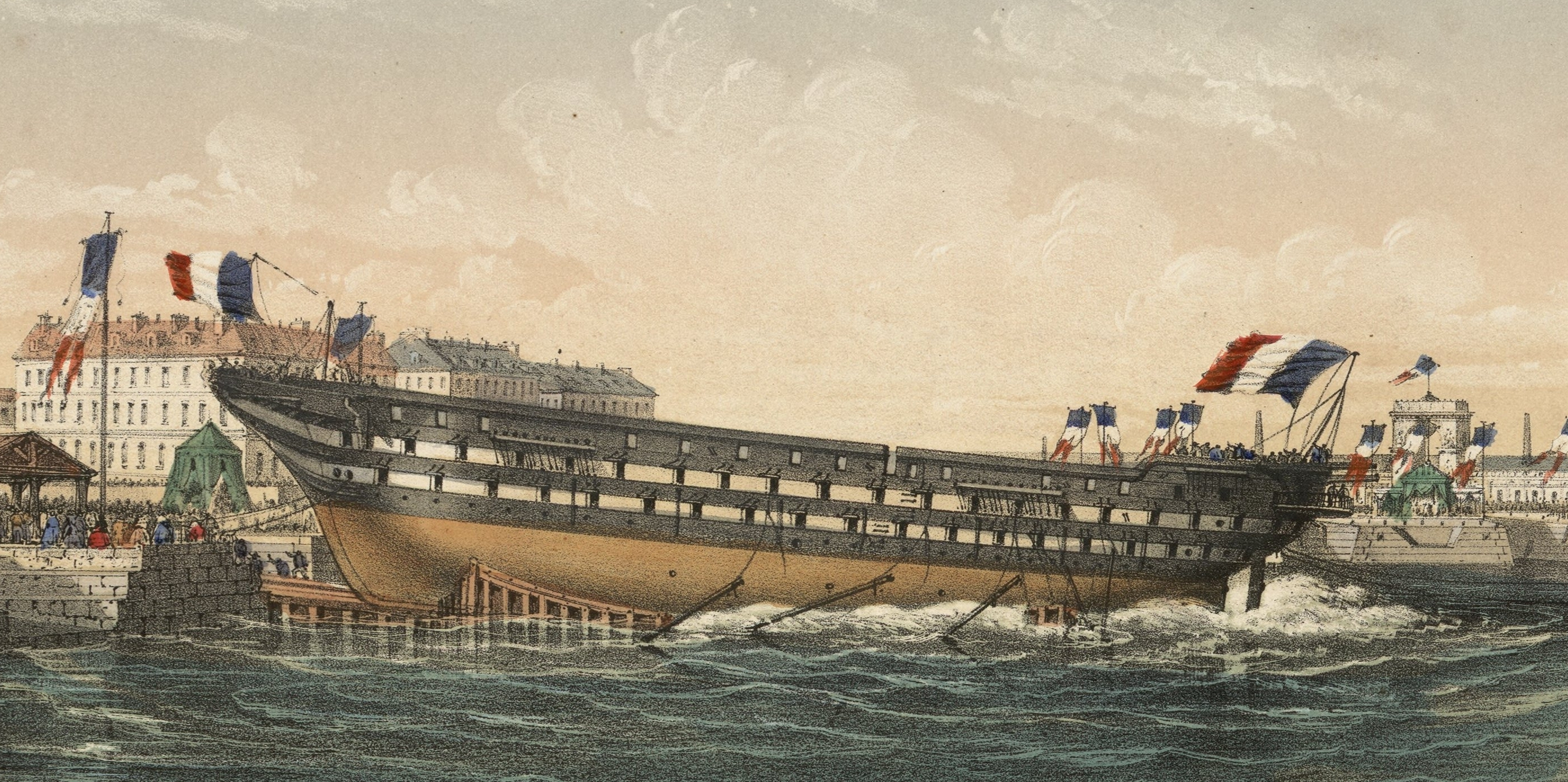
1858年，蒸汽動力戰列艦Ville de Nantes的下水儀式。

1800年，各海军大国风帆战列舰总吨位为英国33.0万吨，西班牙17.6万吨，法国13.6万吨，沙俄14.5万吨。特拉法尔加海战中英国皇家海军指挥官纳尔逊的旗舰胜利号和美国海军的憲法號是少数保存至今的风帆战列舰。